# Referendo do governo da Rodésia do Sul de 1922
Um referendo sobre o status da Rodésia do Sul foi realizado na colônia em 27 de outubro de 1922. Os eleitores, quase todos brancos, tiveram as opções de estabelecer um governo responsável ou ingressar na União da África do Sul. Depois de 59% votarem a favor de um governo responsável, ele foi oficialmente concedido em 1º de outubro de 1923 com a implementação do Primeiro Gabinete da Rodésia do Sul.
O referendo ocorreu oito meses após o referendo de fusão da Rodésia do Norte de 1922, onde a Rodésia do Norte votou contra a união com a Rodésia do Sul.